# Hangmen Also Die!
Hangmen Also Die! is een Amerikaanse oorlogsfilm uit 1943 onder regie van Fritz Lang. Na de Tweede Wereldoorlog werd de film in Nederland uitgebracht onder de titel Voor beulen geen genade.

## Verhaal
De nazileider Reinhard Heydrich wordt op 27 mei 1942 vermoord door onbekende verzetsstrijders.

## Rolverdeling
| Acteur                       | Personage                 |
| ---------------------------- | ------------------------- |
| Brian Donlevy                | Dr. Svoboda               |
| Walter Brennan               | Novotny                   |
| Anna Lee                     | Mascha                    |
| Nana Bryant                  | Frau Novotny              |
| Gene Lockhart                | Emil Czaka                |
| Reinhold Schünzel            | Gestapo-inspecteur Ritter |
| Alexander Granach            | Gestapo-inspecteur Gruber |
| Hans Heinrich von Twardowski | Reinhard Heydrich         |
| Ludwig Donath                | Schermer                  |
| Louis V. Arco                | Nazifunctionaris          |
| Dennis O'Keefe               | Jan Horak                 |